# Richard Albert Fellinger
Richard Albert Fellinger (* 11. März 1848 in Elberfeld; † 13. Oktober 1903 in Wien) war ein deutscher Industrieller.

## Familie

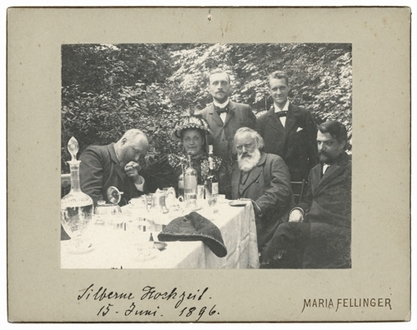
Familie Fellinger mit Johannes Brahms (1896)

Richard Fellinger war der Sohn von Gustav Rudolf Fellinger (1810–1865), dem Besitzer einer chemischen Fabrik in Elberfeld, und dessen Ehefrau Christiane Therese, geborene Klier (1812–1869). Er heiratete 1872 in Tübingen Maria Regina Köstlin (1849–1925), die Tochter des Rechtswissenschaftlers Christian Reinhold Köstlin (1813–1856) und dessen Frau, der Komponistin und Pianistin Josephine Caroline geb. Lang (1815–1880).
Das Ehepaar Fellinger hatte drei Söhne: Richard (1872–1952), Robert (1873–1955) und Hermann (1884–1957).
Die Familie war mit dem Komponisten Johannes Brahms und der Komponistin Clara Schumann freundschaftlich verbunden. Von 1874 bis 1894 gab es immer wieder sporadischen Briefwechsel zwischen Schumann und Fellinger. Clara Schumann war die Patentante von Robert Fellinger. Richard Albert Fellinger selbst verwaltete den Nachlass Brahms’.

## Leben

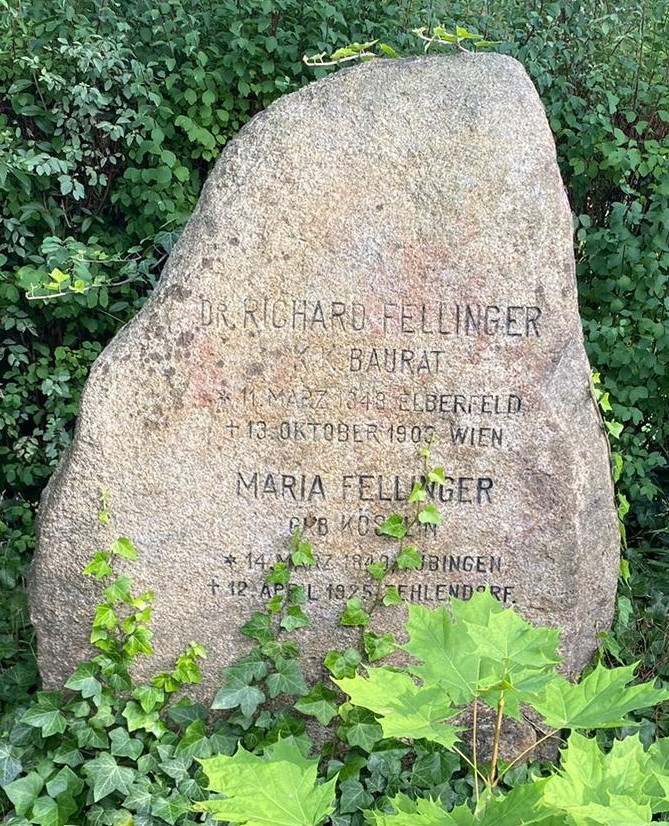
Grabstein auf dem Friedhof Zehlendorf

Fellinger studierte Naturwissenschaften an der Eberhard Karls Universität Tübingen und promovierte dort zum Doktor der Philosophie. Nach seiner Teilnahme als Freiwilliger am Deutsch-Französischen Krieg 1870/71, leitete er bis zu dessen Schließung zunächst das Unternehmen seines Vaters, bevor er 1877 nach Berlin in das Privatlabor Werner von Siemens’ wechselte. Von diesem gefördert, wurde Fellinger 1881 mit der Leitung der Wiener Geschäftsstelle von Siemens & Halske betraut. Ein erster Erfolg war für ihn die Praterbahn anlässlich der elektrotechnischen Ausstellung 1883. Bei der Weltausstellung 1900 fungierte er in leitender Position als Vorsitzender des Komitees der Gruppe Elektrotechnik.
Fellinger gelang es im Laufe der Jahre, die Wiener Niederlassung zum bedeutendsten elektrotechnischen Unternehmen im gesamten Gebiet der österreichisch-ungarischen Monarchie heranwachsen zu lassen.
Richard Fellinger verstarb im Alter von 55 Jahren in Wien und wurde auf dem Berliner Friedhof Zehlendorf (Feld 015) beigesetzt. Dort ruht auch sein zweitältester Sohn Robert.
Erst 1997 wurde Fellingers Biografie aus den Jahren 1881 bis 1897 unter dem Titel Klänge um Brahms: Erinnerungen herausgegeben.

## Briefe
- Briefwechsel Clara Schumanns mit Maria und Richard Fellinger, Anna Franz geb. Wittgenstein, Max Kalbeck und anderen Korrespondenten in Österreich, hrsg. von Klaus Martin Kopitz, Anselm Eber und Thomas Synofzik (= Schumann-Briefedition, Serie II, Band 4), Köln 2020, S. 159–335